# Новицки, Дирк
Дирк Ве́рнер Нови́цки (нем. Dirk Werner Nowitzki; 19 июня 1978, Вюрцбург, Бавария, ФРГ) — немецкий баскетболист, специальный советник клуба «Даллас Маверикс». Самый ценный игрок (MVP) регулярного сезона НБА 2006/07. В 2011 году привёл команду «Даллас Маверикс» к своему первому в истории чемпионскому титулу, став самым ценным игроком финальной серии.
Новицки обладал поставленным броском с хорошей реализацией с ближней и дальней дистанций. Он мог сыграть на позициях лёгкого форварда, тяжёлого форварда, центрового. Лучший снайпер в истории НБА среди европейцев и среди белых баскетболистов. Рекордсмен НБА по количеству сезонов в одной команде — 21 сезон в составе «Маверикс». В 2021 году он был выбран в команду, посвященную 75-летию НБА. Он 14-кратный участник Матча всех звезд.
Завершил карьеру в 2019 году.
1 апреля 2023 года было официально объявлено, что Новицки будет включен в Зал славы баскетбола.

## Биография

### Ранние годы
Дирк Новицки родился в спортивной семье. Мать Дирка Хельга Новицки была профессиональной баскетболисткой, выступала в 1966 году на чемпионате Европы за сборную ФРГ. Сестра Зильке — также бывшая баскетболистка, выступала за сборную. После завершения карьеры работала спортивным функционером в НБА, а затем стала менеджером брата. Сам Дирк сначала занимался гандболом и теннисом. Затем он перешёл в баскетбол. Позже произошла его встреча с тренером (бывшим игроком сборной Германии) Хольгером Гешвиндером, которая оказала большое влияние на развитие спортсмена. Сначала тренер проводил с Дирком индивидуальные тренировки три раза в неделю, акцентируя внимание на баскетбольные элементы бросок и передачи, а не на тактические и физические упражнения. После разговора Дирка Новицки и Хольгера Гешвиндера тренировки проводились ежедневно.

### Карьера в Германии
В шестнадцать лет Дирк Новицки дебютировал в профессиональном баскетболе. Он стал играть за клуб «ДЖК Вюрцбург», который выступал во второй немецкой баскетбольной лиге. В сезоне 1994/95 Новицки был чаще игроком, который выходил со скамейки запасных. В сезоне 1995/96 он добился места в стартовом составе. В сезоне 1996/97 стал лучшим снайпером команды. В сезоне 1997/98 помог выйти клубу в первую немецкую баскетбольную лигу параллельно служа в армии.

### Карьера в НБА
24 июня 1998 года на драфте НБА Дирк Новицки был выбран под девятым номером «Милуоки Бакс» и тут же обменян в «Даллас Маверикс» на Роберта Трейлора.
24 октября 2001 года Новицки подписал контракт с «Далласом» сроком на 6 лет.
27 сентября 2006 года продлил соглашение с клубом до конца сезона 2010/11.
15 мая 2007 года был назван самым ценным игроком НБА 2007. Он стал первым баскетболистом из Европы, который получил этот титул.
30 июня 2010 года Новицки стал свободным агентом. Президент «Далласа» Донни Нельсон практически сразу же предложил игроку максимальный контракт. 4 июля 2010 года Новицки и Нельсон согласовали контракт на четыре года на сумму 80 миллионов долларов.

### Матч всех звезд
Два раза Дирка Новицки болельщики выбирали в стартовый состав матча всех звёзд НБА. Ещё семь раз он входил в число запасных.
В 2006 году выиграл ежегодный турнир НБА по трёхочковым броскам, победив в финале Гилберта Аринаса.
| Сезон               | Команда              | GP | GS | MPG  | FG%  | 3P%  | FT%  | RPG | APG | SPG | BPG | PPG  |
| ------------------- | -------------------- | -- | -- | ---- | ---- | ---- | ---- | --- | --- | --- | --- | ---- |
| Матч всех звёзд НБА | Западная конференция | 9  | 2  | 17.0 | .458 | .227 | .875 | 4.1 | 1.6 | .8  | .4  | 10.6 |

### Карьера в сборной Германии
Дебютировал в составе сборной Германии в 1997 году. На чемпионате Европы 1999 начал проявлять снайперские качества. В составе национальной сборной Новицки признавался лучшим игроком чемпионата мира 2002 года и чемпионата Европы 2005, не раз становился лучшим бомбардиром Евробаскета. Был знаменосцем на церемонии открытия Олимпийских играх в Пекине 2008. Он пропустил чемпионат Европы 2009 и чемпионат мира 2010.
В 2015 году вернулся в сборную и вновь стал её капитаном на чемпионате Европы 2015, но Германия выступила неудачно. В январе 2016 года завершил выступления за сборную.
| Год      | Турнир                         | Очков за игру | Место в списке снайперов | Ссылка |
| -------- | ------------------------------ | ------------- | ------------------------ | ------ |
| 1999 год | Чемпионат Европы по баскетболу | 15.2          | 6                        | [ 26 ] |
| 2001 год | Чемпионат Европы по баскетболу | 28.7          | 1                        | [ 27 ] |
| 2002 год | Чемпионат мира по баскетболу   | 24.0          | 1                        | [ 28 ] |
| 2003 год | Чемпионат Европы по баскетболу | 22.5          | 3                        | [ 29 ] |
| 2005 год | Чемпионат Европы по баскетболу | 26.1          | 1                        | [ 30 ] |
| 2006 год | Чемпионат мира по баскетболу   | 23.2          | 2                        | [ 31 ] |
| 2007 год | Чемпионат Европы по баскетболу | 24.0          | 1                        | [ 32 ] |
| 2008 год | Олимпийские игры               | 17.0          | 7                        | [ 33 ] |
| 2011 год | Чемпионат Европы по баскетболу | 19.5          | 4                        |        |
| 2015 год | Чемпионат Европы по баскетболу | 13.8          | 23                       |        |

## Досье игрока

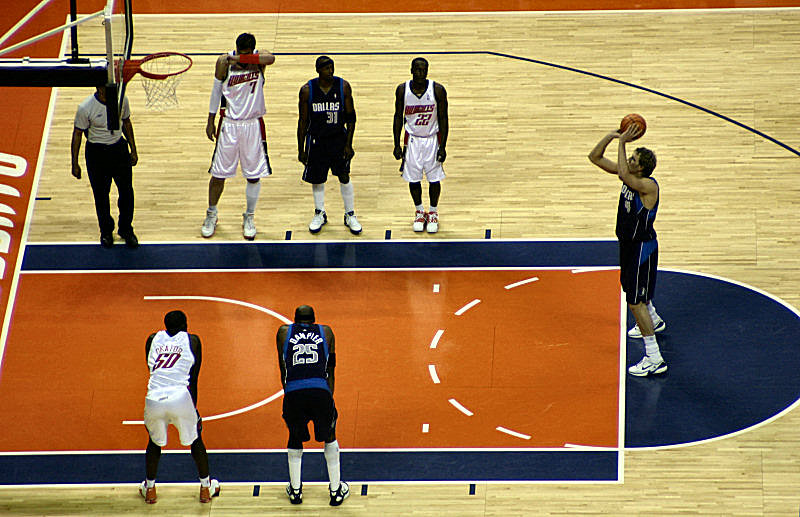
Дирк Новицки (справа) выполняет штрафной бросок.

При росте 213 см Новицки является многоцелевым форвардом, способным эффективно играть на позициях центрового, тяжёлого или лёгкого форварда. Для игрока его позиции имеет хороший процент реализации бросков: штрафные — 87,5 %; двухочковые — 47,5 %: трехочковые — 38,0 %. В играх серии плей-офф НБА Дирк практически в каждом матче делал дабл-дабл. Он в среднем за матч набирал 25,6 очков и совершал 10,9 подборов.
2 декабря 2004 года набрал 53 очка в матче с «Хьюстон Рокетс», установив личный рекорд результативности.
14 января 2010 года Новицки преодолел рубеж в 20 000 очков. Это достижение далось ему в четвёртой четверти матча с «Лос-Анджелес Лейкерс» (95:100). Он стал 34-м баскетболистом в истории НБА, достигшим этой отметки, и первым европейцем, набравшим такое количество очков.
21 декабря 2010 года после окончания матча против «Орландо Мэджик» (105:99) Новицки имел в активе 21801 очков за время выступления в Далласе. Он стал двадцать пятым баскетболистом в списке бомбардиров в истории НБА, сместив с этого места Ларри Бёрда.
20 ноября 2013 года в матче против «Хьюстон Рокетс» обошёл легенду «Индианы» Реджи Миллера в списке лучших снайперов в истории НБА. Реализовав штрафной после технического фола, Новицки набрал 25 280 очков и вышел на 15-е место.
25 марта 2015 года в матче регулярного чемпионата против «Сан-Антонио» (101:94) совершил свой 10-тысячный подбор, став первым игроком в истории НБА, набравшим более 25 тысяч очков, сделавшим более 10 тысяч подборов, более одной тысячи блок-шотов и реализовавшим более одной тысячи трёхочковых бросков.
27 декабря 2018 в матче регулярного чемпионата провёл свой 1477-й матч в карьере, заняв по этому показателю четвёртое место в истории НБА, обойдя Карла Мэлоуна.
В марте 2019 года Новицки стал шестым в списке лучших снайперов в истории Национальной баскетбольной ассоциации.
10 апреля 2019 года Дирк Новицки сыграл свой последний матч в НБА против команды «Сан-Антонио Спёрс», в котором сделал дабл-дабл (20 очков, 10 подборов), но это не помогло команде выиграть (105 : 94).

## Статистика

### Статистика в НБА
| Сезон   | Команда | Регулярный сезон | Регулярный сезон | Регулярный сезон | Регулярный сезон | Регулярный сезон | Регулярный сезон | Регулярный сезон | Регулярный сезон | Регулярный сезон | Регулярный сезон | Регулярный сезон | Серия плей-офф | Серия плей-офф | Серия плей-офф | Серия плей-офф | Серия плей-офф | Серия плей-офф | Серия плей-офф | Серия плей-офф | Серия плей-офф | Серия плей-офф | Серия плей-офф |
| Сезон   | Команда | GP               | GS               | MPG              | FG%              | 3P%              | FT%              | RPG              | APG              | SPG              | BPG              | PPG              | GP             | GS             | MPG            | FG%            | 3P%            | FT%            | RPG            | APG            | SPG            | BPG            | PPG            |
| ------- | ------- | ---------------- | ---------------- | ---------------- | ---------------- | ---------------- | ---------------- | ---------------- | ---------------- | ---------------- | ---------------- | ---------------- | -------------- | -------------- | -------------- | -------------- | -------------- | -------------- | -------------- | -------------- | -------------- | -------------- | -------------- |
| 1998/99 | Даллас  | 47               | 24               | 20,4             | 40,5             | 20,6             | 77,3             | 3,4              | 1,0              | 0,6              | 0,6              | 8,2              | Не участвовал  | Не участвовал  | Не участвовал  | Не участвовал  | Не участвовал  | Не участвовал  | Не участвовал  | Не участвовал  | Не участвовал  | Не участвовал  | Не участвовал  |
| 1999/00 | Даллас  | 82               | 81               | 35,8             | 46,1             | 37,9             | 83,0             | 6,5              | 2,5              | 0,8              | 0,8              | 17,5             | Не участвовал  | Не участвовал  | Не участвовал  | Не участвовал  | Не участвовал  | Не участвовал  | Не участвовал  | Не участвовал  | Не участвовал  | Не участвовал  | Не участвовал  |
| 2000/01 | Даллас  | 82               | 82               | 38,1             | 47,4             | 38,7             | 83,8             | 9,2              | 2,1              | 1,0              | 1,2              | 21,8             | 10             | 10             | 39,9           | 42,3           | 28,3           | 88,3           | 8,1            | 1,4            | 1,1            | 0,8            | 23,4           |
| 2001/02 | Даллас  | 76               | 76               | 38,0             | 47,7             | 39,7             | 85,3             | 9,9              | 2,4              | 1,1              | 1,0              | 23,4             | 8              | 8              | 44,6           | 44,5           | 57,1           | 87,8           | 13,1           | 2,3            | 2,0            | 0,8            | 28,4           |
| 2002/03 | Даллас  | 80               | 80               | 39,0             | 46,3             | 37,9             | 88,1             | 9,9              | 3,0              | 1,4              | 1,0              | 25,1             | 17             | 17             | 42,5           | 47,9           | 44,3           | 91,2           | 11,5           | 2,2            | 1,2            | 0,9            | 25,3           |
| 2003/04 | Даллас  | 77               | 77               | 37,9             | 46,2             | 34,1             | 87,7             | 8,7              | 2,7              | 1,2              | 1,4              | 21,8             | 5              | 5              | 42,4           | 45,0           | 46,7           | 85,7           | 11,8           | 1,4            | 1,4            | 2,6            | 26,6           |
| 2004/05 | Даллас  | 78               | 78               | 38,7             | 45,9             | 39,9             | 86,9             | 9,7              | 3,1              | 1,2              | 1,5              | 26,1             | 13             | 13             | 42,4           | 40,2           | 33,3           | 82,9           | 10,1           | 3,3            | 1,4            | 1,6            | 23,7           |
| 2005/06 | Даллас  | 81               | 81               | 38,1             | 48,0             | 40,6             | 90,1             | 9,0              | 2,8              | 0,7              | 1,0              | 26,6             | 23             | 23             | 42,3           | 46,8           | 34,3           | 89,5           | 11,7           | 2,9            | 1,1            | 0,6            | 27,0           |
| 2006/07 | Даллас  | 78               | 78               | 36,2             | 50,2             | 41,6             | 90,4             | 8,9              | 3,4              | 0,7              | 0,8              | 24,6             | 6              | 6              | 39,8           | 38,3           | 21,1           | 84,0           | 11,3           | 2,3            | 1,8            | 1,3            | 19,7           |
| 2007/08 | Даллас  | 77               | 77               | 36,0             | 47,9             | 35,9             | 87,9             | 8,6              | 3,5              | 0,7              | 0,9              | 23,6             | 5              | 5              | 42,1           | 47,3           | 33,3           | 80,8           | 12,0           | 4,0            | 0,2            | 1,4            | 26,8           |
| 2008/09 | Даллас  | 81               | 81               | 37,7             | 47,9             | 35,9             | 89,0             | 8,4              | 2,4              | 0,8              | 0,8              | 25,9             | 10             | 10             | 39,4           | 51,8           | 28,6           | 92,5           | 10,1           | 3,1            | 0,9            | 0,8            | 26,8           |
| 2009/10 | Даллас  | 81               | 80               | 37,5             | 48,1             | 42,1             | 91,5             | 7,7              | 2,7              | 0,9              | 1,0              | 25,0             | 6              | 6              | 38,9           | 54,7           | 57,1           | 95,2           | 8,2            | 3,0            | 0,8            | 0,7            | 26,7           |
| 2010/11 | Даллас  | 73               | 73               | 34,3             | 51,7             | 39,3             | 89,2             | 7,0              | 2,6              | 0,5              | 0,6              | 23,0             | 21             | 21             | 39,3           | 48,5           | 46,0           | 94,1           | 8,1            | 2,5            | 0,6            | 0,6            | 27,7           |
| 2011/12 | Даллас  | 62               | 62               | 33,5             | 45,7             | 36,8             | 89,6             | 6,8              | 2,2              | 0,7              | 0,5              | 21,6             | 4              | 4              | 38,4           | 44,2           | 16,7           | 90,5           | 6,3            | 1,8            | 0,8            | 0,0            | 26,8           |
| 2012/13 | Даллас  | 53               | 47               | 31,3             | 47,1             | 41,4             | 86,0             | 6,8              | 2,5              | 0,7              | 0,7              | 17,3             | Не участвовал  | Не участвовал  | Не участвовал  | Не участвовал  | Не участвовал  | Не участвовал  | Не участвовал  | Не участвовал  | Не участвовал  | Не участвовал  | Не участвовал  |
| 2013/14 | Даллас  | 80               | 80               | 32,9             | 49,7             | 39,8             | 89,9             | 6,2              | 2,7              | 0,9              | 0,6              | 21,7             | 7              | 7              | 37,5           | 42,9           | 8,3            | 80,6           | 8,0            | 1,6            | 0,9            | 0,9            | 19,1           |
| 2014/15 | Даллас  | 77               | 77               | 29,6             | 45,9             | 38,0             | 88,2             | 5,9              | 1,9              | 0,5              | 0,4              | 17,3             | 5              | 5              | 36,2           | 45,2           | 23,5           | 92,9           | 10,4           | 2,4            | 0,4            | 0,4            | 21,2           |
| 2015/16 | Даллас  | 75               | 75               | 31,5             | 44,8             | 36,8             | 89,3             | 6,5              | 1,8              | 0,7              | 0,7              | 18,3             | 5              | 5              | 34,0           | 49,4           | 36,4           | 94,1           | 5,0            | 1,6            | 0,4            | 0,6            | 20,4           |
| 2016/17 | Даллас  | 54               | 54               | 26,4             | 43,7             | 37,8             | 87,5             | 6,5              | 1,5              | 0,6              | 0,7              | 14,2             | Не участвовал  | Не участвовал  | Не участвовал  | Не участвовал  | Не участвовал  | Не участвовал  | Не участвовал  | Не участвовал  | Не участвовал  | Не участвовал  | Не участвовал  |
| 2017/18 | Даллас  | 77               | 77               | 24,7             | 45,6             | 40,9             | 89,8             | 5,7              | 1,6              | 0,6              | 0,6              | 12,0             | Не участвовал  | Не участвовал  | Не участвовал  | Не участвовал  | Не участвовал  | Не участвовал  | Не участвовал  | Не участвовал  | Не участвовал  | Не участвовал  | Не участвовал  |
| 2018/19 | Даллас  | 51               | 20               | 15,6             | 35,9             | 31,2             | 78,0             | 3,1              | 0,7              | 0,2              | 0,4              | 7,3              | Не участвовал  | Не участвовал  | Не участвовал  | Не участвовал  | Не участвовал  | Не участвовал  | Не участвовал  | Не участвовал  | Не участвовал  | Не участвовал  | Не участвовал  |
|         | Всего   | 1522             | 1460             | 33,8             | 47,1             | 38,0             | 87,9             | 7,5              | 2,4              | 0,8              | 0,8              | 20,7             | 145            | 145            | 40,6           | 46,2           | 36,5           | 89,2           | 10,0           | 2,5            | 1,0            | 0,9            | 25,3           |